# Insularismo
L’insularismo viene descritto nel lessico codificato dai geografi come la propensione degli isolani a coltivare la loro specificità culturale per affermare il loro carattere peculiare.

## Descrizione

### Pensiero politico
Questa tendenza finisce per determinare una sorta di isolamento politico, economico e storico-culturale rispetto al continente. Questa definizione si avvicina a quella di regionalismo nella sua accezione di sopravalorizzazione della dimensione regionale. Le rivendicazioni degli isolani hanno una portata non solo regionale ma anche nazionale e internazionale poiché impongono una riformulazione dei rapporti di potere in seno alle élite e una ristrutturazione della politica nazionale del consenso popolare. Il sorgere di movimenti indipendentisti è espressione della necessità di operare un cambiamento della classe dirigente per rispondere ai bisogni espressi dalla popolazione.

#### Esempi
Ecco alcuni esempi di stati e regioni insulari: Tokelau e Niue per l'Australia; Hawaii e Porto Rico per gli USA; Isole Åland per la Finlandia; Sicilia e Sardegna per la Repubblica Italiana; Corsica per la Francia; Trinidad e Tobago per l'isola di Tobago; Saint Martin (Saint-Martin e Sint Maarten) per due paesi che condivide per una linea tra la Francia e i Paesi Bassi; São Tomé e Príncipe per l'isola di Annobón; Madagascar per alcune isolette; Capo Verde; Azzorre e Madeira per il Portogallo; Hong Kong per la repubblica Popolare Cinese; Jeju per la Corea del Sud.

### Pensiero naturalista
In ambito naturalistico, soprattutto paleontologico l'insularismo è la condizione di partenza per l'innescarsi di processi evolutivi di speciazione. L'insularismo può portare a fenomeni di gigantismo o di nanismo di alcune specie.